# Kolor (album)
Kolor – album zespołu Róże Europy wydany w 1994 roku nakładem wydawnictwa Polton.

## Lista utworów
1. "Wejście Kondora" – 1:18
2. "Jedenaste przykazanie" – 3:42
3. "Wiatrem i księżycem" – 3:58
4. "Kolor" – 6:19
5. "Psychodelia z Medelin" – 4:43
6. "V-Moto Bass" – 0:12
7. "Osadnicy końca wieku" – 4:08
8. "Krzyże Chrobrego" – 3:32
9. "Chopin" – 0:30
10. "Gdzie jest państwo" – 4:27
11. "Stąd do nikąd" – 0:28
12. "Piasek w głowie" – 4:25
13. "Latarnie" – 5:29
14. "Lalki na telefon" – 3:56
15. "Dwa razy" – 6:15
16. "Urodziny" – 3:43

## Skład
- Piotr Klatt – śpiew
- Jacek Klatt – gitara basowa
- Sławomir Wysocki – gitara
- Robert Kubajek – perkusja